# Rolf Orthel
 (octobre 2018).
Si vous disposez d'ouvrages ou d'articles de référence ou si vous connaissez des sites web de qualité traitant du thème abordé ici, merci de compléter l'article en donnant les références utiles à sa vérifiabilité et en les liant à la section « Notes et références ».
Rolf Orthel, né le 1936 à  La Haye, est un réalisateur et producteur néerlandais.

## Filmographie

### Réalisateur
- 1962 : Rare Gases
- 1975 : Dr. Eduard Wirths
- 1975 : A Shadow Of Doubt

### Producteur
- 1993 : Belle van Zuylen – Madame de Charrière de Digna Sinke
- 1993 : Beck – De gesloten kamer de Jacob Bijl[2]
- 1993 : Part Time God de Paul Cohen
- 1996 : Laagland de Yolanda Entius[3]
- 2012 : Guerrilla Grannies - How to Live in This World de Ike Bertels
- 2017 : Ik ben geen probleemkind, ik ben een uitdaging